# 비금 용소리 용소
비금 용소리 용소는 대한민국 전라남도 신안군 비금면 용수리에 있다. 2009년 12월 16일 신안군의 향토유적 제8호로 지정되었다.

## 개요
이곳에 용이 살았다고 하여 전에는 용방죽이라 부르다가 이후 한문으로 표기하며 용소라 개칭되었다.